# 新田東平
新田 東平（にった とうへい）は、日本の情報制御/システム工学者・教育工学者。大阪工業大学名誉教授。工学博士（京都大学）。IEEE Lamme Medal Committee 1999 Member。元電気学会評議員・専門委員長。
専門は、情報制御/システム工学（特にVR）・技術マネジメント、教育工学、電気工学（放電・絶縁体・プラズマなど）。

## 略歴
1960年京都大学工学部電気工学科卒業。三菱電機中央研究所にて、主に電気系（放電・絶縁体）の研究に従事。1975年工学博士（京都大学）。
1991年三菱電機USAボストン研究所の設立（現：MERL, Mitsubishi Electric Research Laboratories） に参画・寄与し、同研究所初代所長としてアメリカに駐在し、主に情報制御/システム工学・技術マネジメントの研究に従事。1996年マサチューセッツ州ケンブリッジ市市長賞を受賞。帰国後、1998年大阪工業大学情報科学部情報メディア学科教授。2008年同大学名誉教授。
大阪工業大学において、1996年新設の情報科学部で特に初期の情報制御/システム工学の研究・育成および教育工学への応用研究に貢献した。
主な所属学会は、IEEE、アメリカ計算機協会(ACM)、電子情報通信学会、電気学会。
主な著書は、What Industry Expects from Basic Research? :Gaseous Dielectrics VI（共著、Plenum Publishing Corp. 1994）、Gas Insutaled Substations-Technology and Practice（共著、Pergamon Press1985）。

## 主な受賞
- 米国マサチューセッツ州ケンブリッジ市市長賞(1996)
- IEEE Fellow Award(1989)
- オーム賞(1984)
- 電気学会論文賞(1973)

## 主な研究
- Diamond Park and Spline:Social Virtual Reality(VR) with 3D Animation, Spoken Interaction, and Runtime Extendability - マサチューセッツ工科大学(MIT)・ジョージア工科大学との共同研究[4]
- A productive Technology Transfer Program for Research Laboratories in Large Industrial Companies：技術マネジメント
- 外国語習得のための分散仮想環境コンピュータシステム：教育工学
- 英語によるコミュニケーション能力獲得システム(EPAS)の制御構成要件の検討とその試作
- 負性気体の放電について
- 高速気流中アークプラズマの動特性
- ガス絶縁・ガス絶縁開閉装置(GIS)の研究